# Darren Star
Pour l’article homonyme, voir Star.
Darren Star est un réalisateur, scénariste et producteur américain, né le 25 juillet 1961 à Potomac, dans le Maryland.
Il est notamment le créateur des séries télévisées Beverly Hills 90210, Melrose Place, Sex and the City, Younger et Emily in Paris.

## Biographie
Darren Bennett Star naît le 25 juillet 1961 à Potomac, dans le Maryland. Sa mère est écrivaine tandis que son père est orthodontiste. Il étudie à la Winston Churchill High School puis à l'université de Californie à Los Angeles.

## Carrière
Depuis 1990, Star est le créateur de nombreuses séries télévisées : Beverly Hills 90210 , Melrose Place, Central Park West, Sex and the City, Grosse Pointe, The Street, Miss Match, 90210 Beverly Hills : Nouvelle Génération, Melrose Place : Nouvelle Génération et Younger. Il travaille aussi pour d'autres séries en tant que réalisateur ou producteur délégué. 
En 2008 et 2010, il coproduit et scénarise Sex and the City, le film et Sex and the City 2, adaptations sur grand écran de la série Sex and the City. 

## Vie privée
Star est juif et ouvertement homosexuel. Il possède des résidences à New York et Los Angeles.

## Filmographie

### Cinéma

#### En tant que scénariste
- 1988 : Doin' Time on Planet Earth de Charles Matthau
- 1991 : Espion junior de William Dear
- 2008 : Sex and the City, le film de Michael Patrick King
- 2010 : Sex and the City 2 de Michael Patrick King

#### En tant que producteur
- 2008 : Sex and the City, le film de Michael Patrick King
- 2010 : Sex and the City 2 de Michael Patrick King

### Télévision

#### En tant que réalisateur
- 1991 : Beverly Hills 90210 (2 épisodes)
- 1995-1996 : Central Park West (3 épisodes)
- 1998-1999 : Sex and the City (2 épisodes)
- 2001 : Grosse Pointe (1 épisode)
- 2003 : Miss Match (2 épisodes)
- 2005 : Kitchen Confidential (3 épisodes)
- 2014 : HR (épisode pilote, sans suite)
- 2015 : Younger (3 épisodes)
- 2020 : Emily in Paris
- 2022 : Uncoupled

#### En tant que scénariste
- 1990-2000 : Beverly Hills 90210 (créateur de la série et scénariste de 11 épisodes de 1990 à 1992)
- 1992-1999 : Melrose Place (créateur de la série et scénariste de 13 épisodes de 1992 à 1994)
- 1995-1996 : Central Park West (créateur de la série et scénariste de 7 épisodes)
- 1998-2000 : Sex and the City (créateur de la série et scénariste de 12 épisodes)
- 2000-2001 : Grosse Pointe (créateur de la série et scénariste de 5 épisodes)
- 2000-2001 : The Street (créateur de la série et scénariste d'un épisode en 2000)
- 2003 : Miss Match (créateur de la série et scénariste d'un épisode)
- 2008-2013 : 90210 Beverly Hills : Nouvelle Génération (créateur de la série et scénariste d'un épisode en 2008)
- 2009-2010 : Melrose Place : Nouvelle Génération (créateur de la série et scénariste d'un épisode en 2009)
- 2015-présent : Younger (créateur de la série et scénariste de 14 épisodes de 2015 à 2018)
- 2020 : Emily in Paris (créateur de la série et scénariste)
- 2022 : Uncoupled (créateur de la série et co-scénariste)

#### En tant que producteur délégué
- 1990-1995 : Beverly Hills 90210
- 1992-1995 : Melrose Place
- 1995-1996 : Central Park West
- 1998-2000 : Sex and the City
- 2000-2001 : Grosse Pointe
- 2000-2001  : The Street
- 2003 : Miss Match
- 2005-2006 : Kitchen Confidential
- 2006 : Runaway
- 2008 : Cashmere Mafia
- 2012 : GCB
- 2014 : HR (épisode pilote, sans suite)
- 2015-2021 : Younger
- 2020 : Emily in Paris

#### En tant qu'acteur
- 1995 : Beverly Hills 90210 : le directeur dans la limousine (saison 5, épisode 20, Le cœur a ses raisons)